# Gangsta (álbum de Danger Man)
Gangsters es el álbum de estudio debut de Danger Man. Se lanzó en el año 1999 bajo el sello de Panama Entertainment Corp. (Hoy Panama Music Corp.). 

## Antecedentes
Se describe por tener una recopilación de su carrera mientras estaba en los Killimanjaros. Contiene un total de 23 canciones, entre ellos, los temas: Funeral, Amor de kilates, El Gánster, Celular Phone entre otros. 

## Lista de canciones
| N.º | Título                            | Duración |  |
| 1.  | «Intro»                           | 00:52    |  |
| 2.  | «Amor de Kilate» (con Tommy Real) | 02:40    |  |
| 3.  | «Milenium»                        | 02:52    |  |
| 4.  | «Cosas que Pasaron»               | 02:52    |  |
| 5.  | «El Gangster»                     | 02:45    |  |
| 6.  | «Dios Protegeme»                  | 01:19    |  |
| 7.  | «Embolillao»                      | 02:38    |  |
| 8.  | «Entra»                           | 02:22    |  |
| 9.  | «Morirás el Domingo»              | 02:12    |  |
| 10. | «Celular Phone»                   | 03:27    |  |
| 11. | «Yeah Yeah»                       | 02:39    |  |
| 12. | «Anytime»                         | 01:34    |  |
| 13. | «La Pijama»                       | 02:32    |  |
| 14. | «Atona»                           | 01:43    |  |
| 15. | «El Matón»                        | 01:53    |  |
| 16. | «Funeral»                         | 02:54    |  |
| 17. | «Sorpresa»                        | 01:41    |  |
| 18. | «La Bomba Nuclear»                | 02:27    |  |
| 19. | «La Opera 2» (con Aldo Ranks)     | 02:02    |  |
| 20. | «Ring My Bell»                    | 03:03    |  |
| 21. | «100 Metralletas»                 | 02:52    |  |
| 22. | «Fantasma»                        | 03:34    |  |
| 23. | «Me la van a Pagar»               | 03:21    |  |

- Datos: Q30919141